# Immanuel-Kirche (Köln-Stammheim)

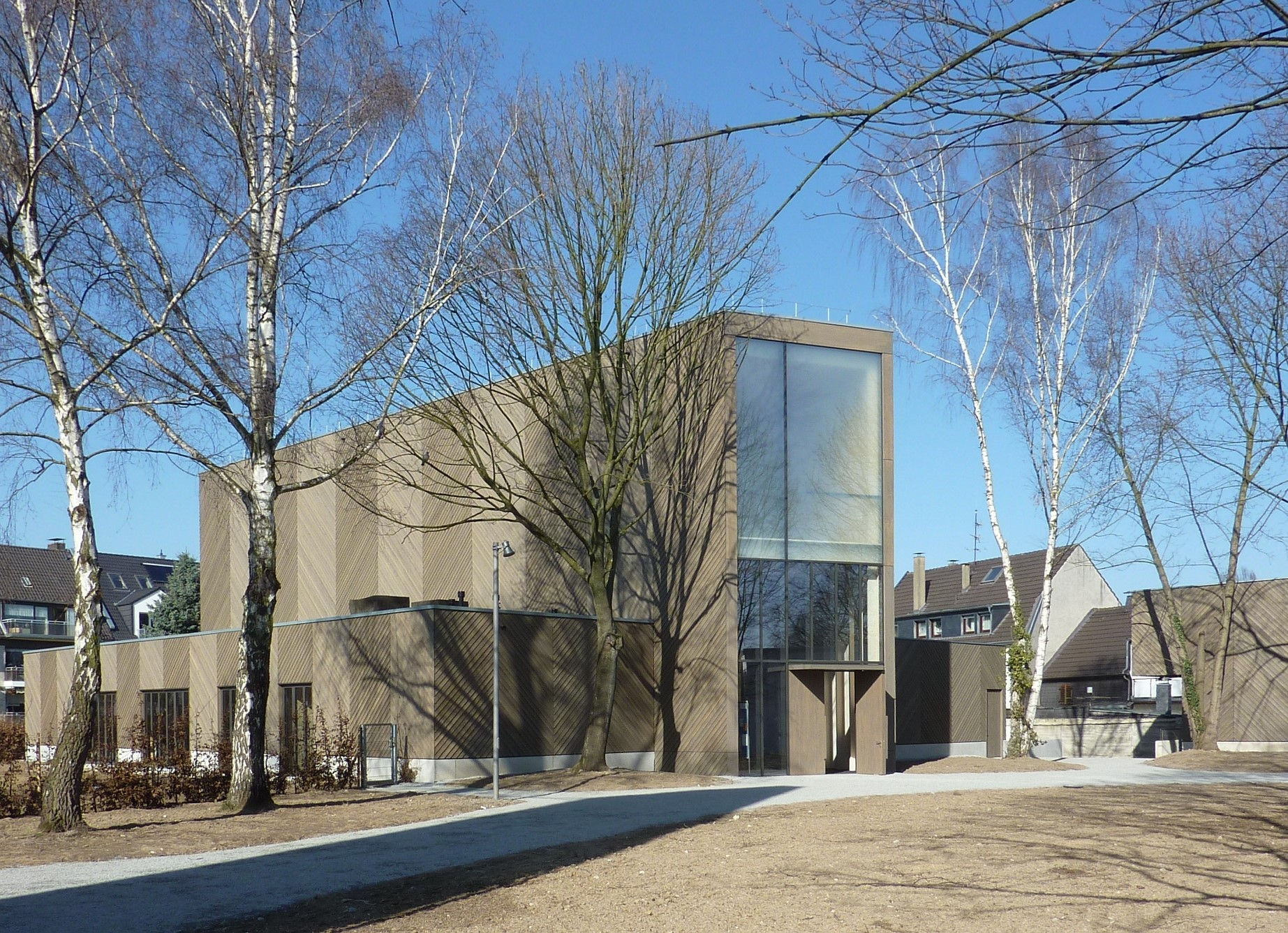
Immanuel-Kirche (Köln-Stammheim)

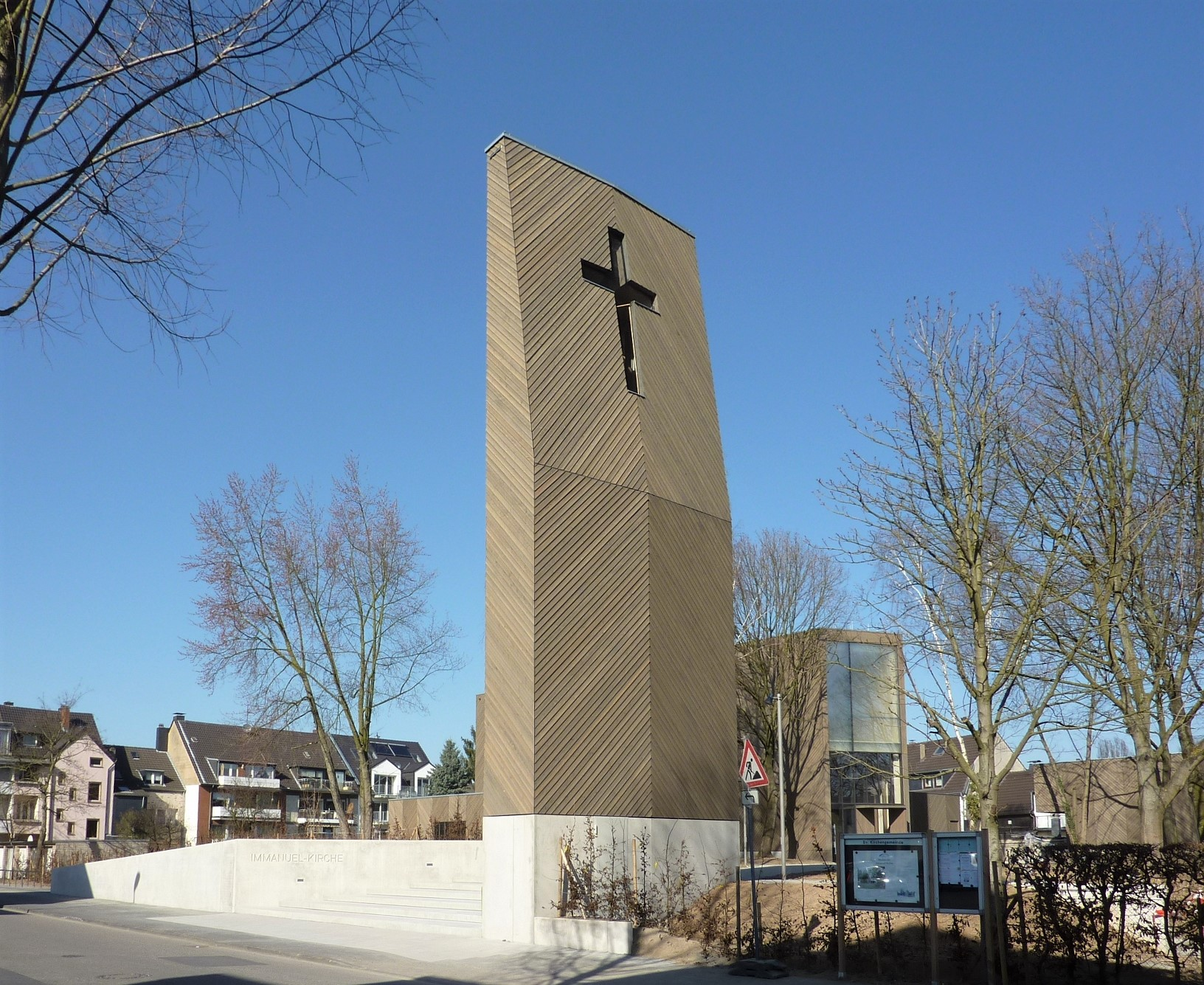
Immanuel-Kirche mit Glockenturm

Die Immanuel-Kirche ist die Kirche der evangelischen Brückenschlag-Gemeinde Köln-Flittard/Stammheim in Köln-Stammheim. Ihre Einweihung war am 3. März 2013. Das Kirchengebäude bietet architektonisch die Möglichkeit, verschiedene Veranstaltungsformen in der Kirche und den Seitenräumen durchzuführen. Der Kirchenkomplex besteht aus der Kirche, einem Glockenturm und einer kleinen Kapelle.

## Geschichte
Die evangelische Brückenschlag-Gemeinde Köln-Flittard/Stammheim gehört zum Evangelischen Kirchenverband Köln und Region in der Evangelischen Kirche im Rheinland (EKiR). 
Das vorher hier stehende Gemeindezentrum Dietrich-Bonhoeffer-Haus wurde Anfang 2012 abgerissen und an seiner Stelle die Immanuel-Kirche gebaut. Da die Flittarder Lukaskirche bereits 2009 abgerissen worden war, war die Gemeinde ein Jahr lang ohne Kirchenraum.
Die Ausschreibung zum Bau der neuen Kirche gewann das Berliner Architekturbüro Sauerbruch Hutton. 3,7 Millionen Euro kostete der Bau des hölzernen Gotteshauses. Am 30. Juni 2012 fand die feierliche Grundsteinlegung statt. Das Richtfest konnte dann schon zwei Monate später, am 30. August 2012 gefeiert werden.

## Bauwerk
Die Kirche besteht innen aus finnischer Fichte, während sie außen mit finnischem Lärchenholz ummantelt ist.
Der Glockenturm der Kirche steht als Campanile freistehend neben der Kirche und ist ebenfalls mit Holz verkleidet.

## Auszeichnungen
- 2014 erhielt das Gebäude mit Bauherren und Architekten als eins von fünf Projekten den Kölner Architekturpreis.
- 2015 erhielt das Ensemble einen der drei vergebenen Deutschen Holzbau-Preisen.[7]
- 2015 erhielt das Berliner Architekturbüro Sauerbruch Hutton für das Bauwerk den mit 30.000 € dotierten Deutschen Architekturpreis.

### Orgel
In der Kirche befindet sich eine Orgel des Freiburger Orgelbauers Späth. Ein „Screen“ aus fast 4.000 verschiedenfarbigen Holzlamellen verdeckt das prospektlose Instrument wandfüllend und ist auch ein Gestaltungselement des gesamten Kirchraums. Das Schleifladen-Instrument hat 23 Register und eine Transmission auf zwei Manualwerken und Pedal. Die Spiel- und Registertrakturen sind elektrisch.
| I Hauptwerk C–a3 |           |       |
| 1.               | Bordun    | 16′   |
| 2.               | Prinzipal | 8′    |
| 3.               | Rohrflöte | 8′    |
| 4.               | Oktave    | 4′    |
| 5.               | Quinte    | 2 ⁄3′ |
| 6.               | Oktave    | 2′    |
| 7.               | Mixtur IV |       |
| 8.               | Trompete  | 8′    |
|                  | Tremulant |       |

| II Schwellwerk C–a3 |                   |       |
| 9.                  | Holzgedackt       | 8′    |
| 10.                 | Gambe             | 8′    |
| 11.                 | Schwebung (ab c0) | 8′    |
| 12.                 | Prinzipal         | 4′    |
| 13.                 | Rohrflöte         | 4′    |
| 14.                 | Sesquialter II    | 2 ⁄3′ |
| 15.                 | Waldflöte         | 2′    |
| 16.                 | Quintflöte        | 1 ⁄3′ |
| 17.                 | Oboe              | 8′    |
|                     | Tremulant         |       |

| Pedal C–f1 |                  |     |
| 18.        | Subbass          | 16′ |
| 19.        | Bordun (= Nr. 1) | 16′ |
| 20.        | Offenbass        | 8′  |
| 21.        | Cello            | 8′  |
| 22.        | Choralbass       | 4′  |
| 23.        | Posaune          | 16′ |
| 24.        | Trompete         | 8′  |

- Koppeln: II/I (auch als Sub- und Superoktavkoppeln), II/II (Sub- und Superoktavkoppeln), I/P, II/P.

### Glocken
Die drei Glocken aus der abgerissenen Lukaskirche in Flittard wurden in die neue Kirche übernommen. Sie sind von der Glockengießerei Rincker in Sinn im Jahre 1963 gegossen worden. Zweimal täglich, um 12 und um 19 Uhr mahnt die Betglocke ans Gebet. Jeden Sonnabend wird nach der abendlichen Betglocke der Sonntag mit allen Glocken eingeläutet. Zum Hauptgottesdienst gibt es eine halbe Stunde vor Beginn ein Vorläuten mit der Zeichenglocke; an Festtagen erklingen stattdessen die beiden großen Glocken. Vor Beginn des Gottesdienstes läuten in der Regel alle drei Glocken. Zum Vaterunser wird mit der Betglocke geläutet, ebenso zu Trauerfällen. Zu Werktagsgottesdiensten wird mit der mittleren Glocke geläutet.

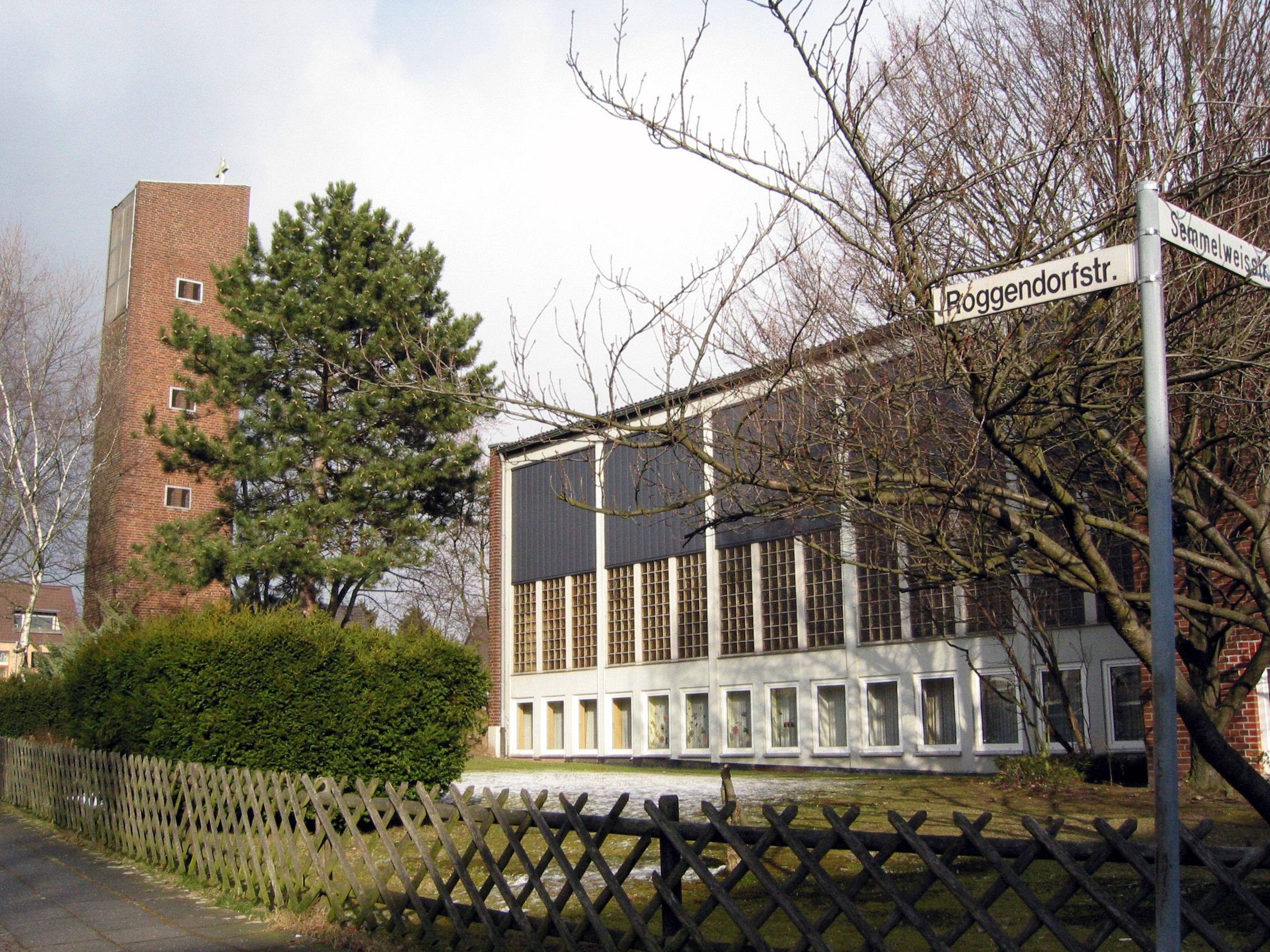
Die 2009 abgerissene evangelische Lukaskirche

| Nr. | Bezeichnung    | Durchmesser (mm) | Masse (kg) | Schlagton (HT-1/16) | Inschrift                                |
| 1   | Sonntagsglocke | 1.143            | 840        | f1 −4               | SIEHE, ICH VERKÜNDIGE EUCH GROSSE FREUDE |
| 2   | Zeichenglocke  | 970              | 545        | as1 −2              | KOMMT, DENN ES IST ALLES BEREIT          |
| 3   | Betglocke      | 845              | 351        | b1 −3               | SEID WACH ALLEZEIT UND BETET             |

### Innenausstattung
Aus dem ehemaligen Bonhoeffer-Haus in Stammheim wurden Teile der Möblierung, Kanzel, Altar und Taufbecken sowie die künstlerisch gestalteten Wandbehänge des Altarraums übernommen.